# Aage Dons
Aage Dons född 19 augusti 1903 på Svanholm Gods vid Frederikssund i Danmark, död 20 oktober 1993, var en dansk författare.

## Biografi
Dons debuterade 1931 med pjäsen Walpurgisnacht, och i bokform 1935 med Konserten. Han var också musiker ursprungligen.
Personerna i Dons skrifter är de ensamma och rotlösa, och handlingen är ofta baserad på en händelse eller upplysning, som plötsligt ändrade allt för huvudpersonen. Karaktärerna är ofta verkliga personer i hans omgivning med tillägg av självbiografiska spår.
Han arbetade med en genomarbetad stil och säker komposition som ger inträngande skildringar av i första hand kvinnans psyke.
Bland Dons mest kända romaner är De oönskade (1938), Frosten på fönstren (1948) och Den svunna tiden är ej förbi (1950).
Han skrev från 1935 till 1979 totalt 35 böcker, de flesta romaner och novellsamlingar, och fick utmärkelser som De Gyldne Laurbær (1954), Kollegernas hederspris (1954), Det Anckerska Legatet (1956), Herman Bangs minneslegat (1959) och Holberg- medaljen (1966).